# Cueva de los Verdes

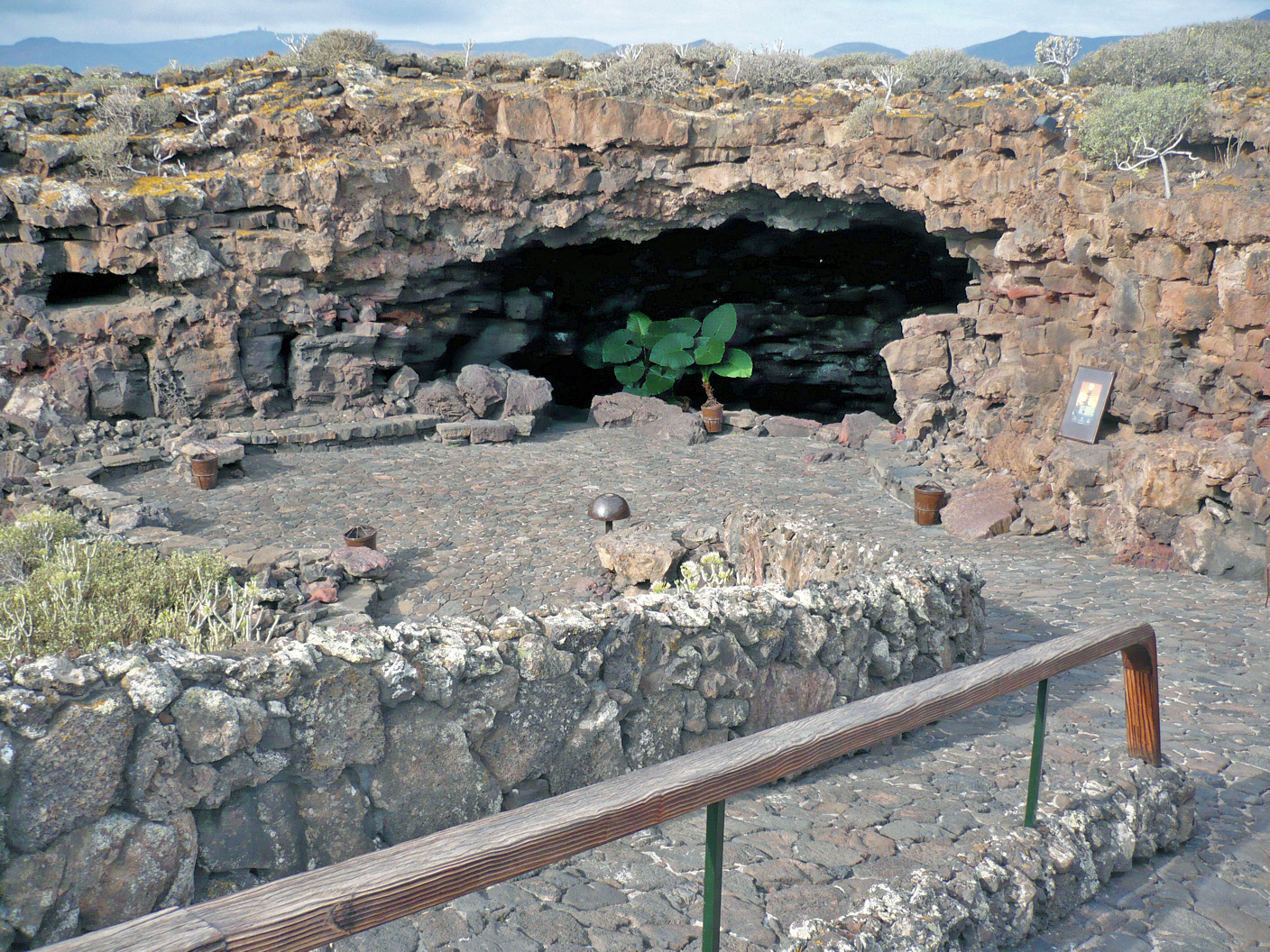
Eingang zur Cueva de los Verdes

Die Cueva de los Verdes ist eine Lavaröhre auf der zu Spanien gehörenden Kanarischen Insel Lanzarote.

## Namensgebung
Die Benennung de los verdes geht entweder auf den Namen der Entdecker oder ehemalige Bewohner zurück, man findet unterschiedliche Angaben. Der Name steht also mit der direkten Übersetzung grün des spanischen verde nur indirekt in Zusammenhang.

## Entstehungsgeschichte
Die Lavaröhre entstand während eines Vulkanausbruches des Montaña Corona vor etwa 3000 bis 4500 Jahren. Ein großer Lavastrom floss dabei vom Vulkan Corona nach Osten in Richtung Meer und bildete dabei das so genannte malpais de la corona, das unkultivierbare Land. Die schnellere Abkühlung der Lava an der Oberfläche sorgte für die Röhrenbildung. Lange floss die Lava unter der erstarrten Oberfläche weiter und hinterließ nach dem Versiegen eine etwa sieben Kilometer lange Höhle. An etwa zwanzig Stellen brach die Höhlendecke ein und bildete an den Bruchstellen bis zu zwanzig Meter tiefe Schächte, die nach dem alten Guanche so genannten Jameos.
Die Cueva de los Verdes ist nur ein Teil des insgesamt sieben Kilometer langen Höhlensystems, das einen der längsten Lavatunnel der Erde bildet. Es beginnt am Montaña Corona und endet an der Küste unterhalb der Wasseroberfläche in etwa 50 Metern Tiefe. Große Teile sind noch unerforscht, weniger als 50 Prozent sind zugänglich. In früheren Jahrhunderten (→ Überfall von 1618) suchten hier die Lanzaroteños Schutz vor Piraten.

## Wissenschaftliches Labor
1987 begann man in der Lavaröhre ein Labor zur kontinuierlichen Messung beispielsweise Seismischer Wellen, Aktivitäten im Erdschwerefeld und der Zusammensetzung aufsteigender Gase einzurichten, das durch das Geodynamische Labor Lanzarote unter Beteiligung von Wissenschaftlern aus unterschiedlichen Ländern betrieben wird. Es gehört zum Instituto de Astronomía y Geodesia (IAG), das wiederum eine Gemeinschaftseinrichtung des obersten spanischen Wissenschaftsrats CSIC und der Universität Complutense Madrid ist. Das Labor befindet sich in einem Tunnel der Cueva de los Verdes, abseits der Touristenströme, etwa zwei Kilometer von der Küste und fünf Kilometer vom Vulkan Corona entfernt auf genau 37 Metern Höhe über dem Meeresspiegel. Seit Beginn der Messungen wurden bis heute keine signifikanten Änderungen angezeigt, die auf künftige vulkanische Aktivitäten hinweisen könnten.

## Touristische Zwecke

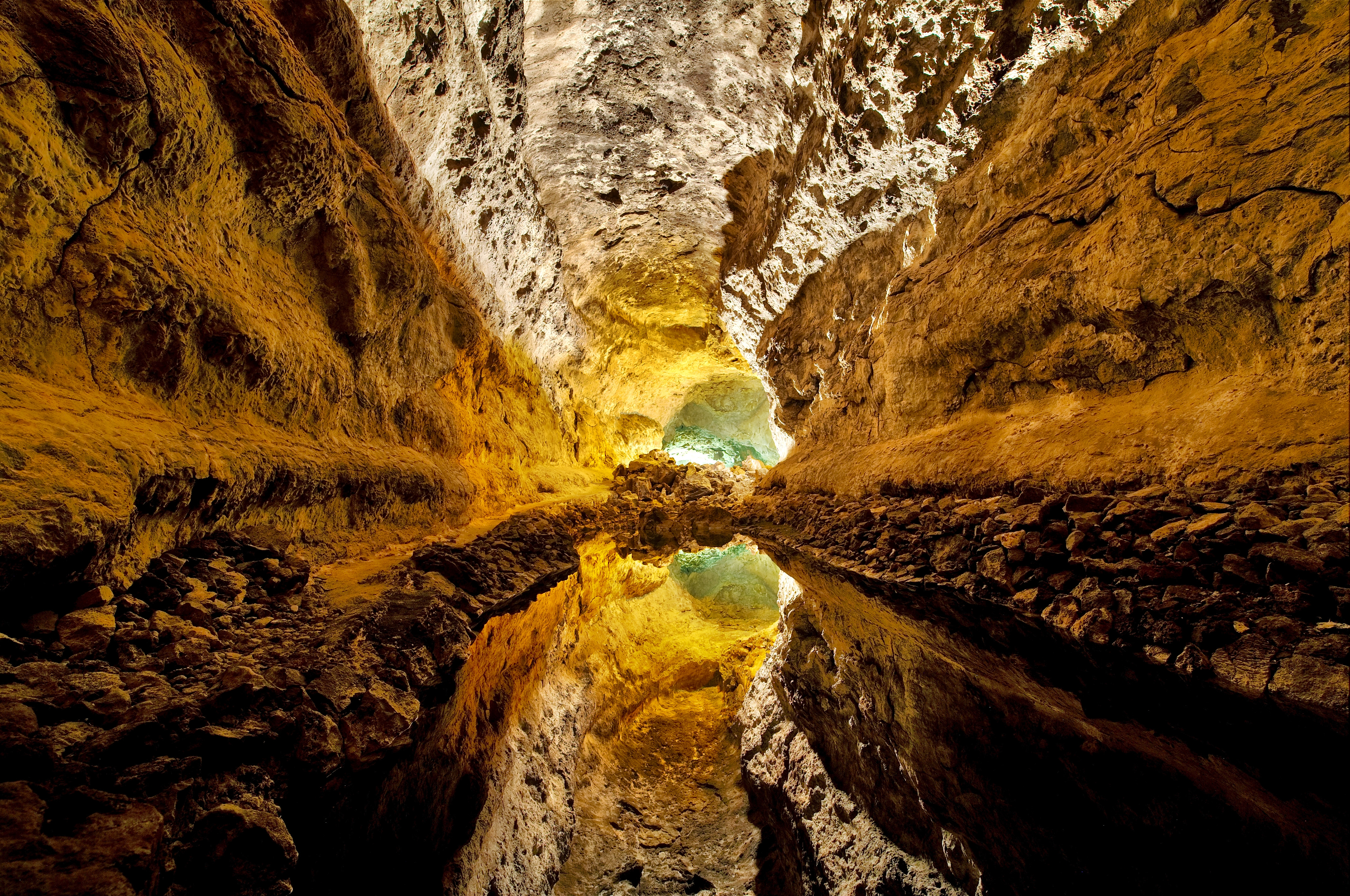
Beleuchtung der Lavaröhre von Jesus Soto

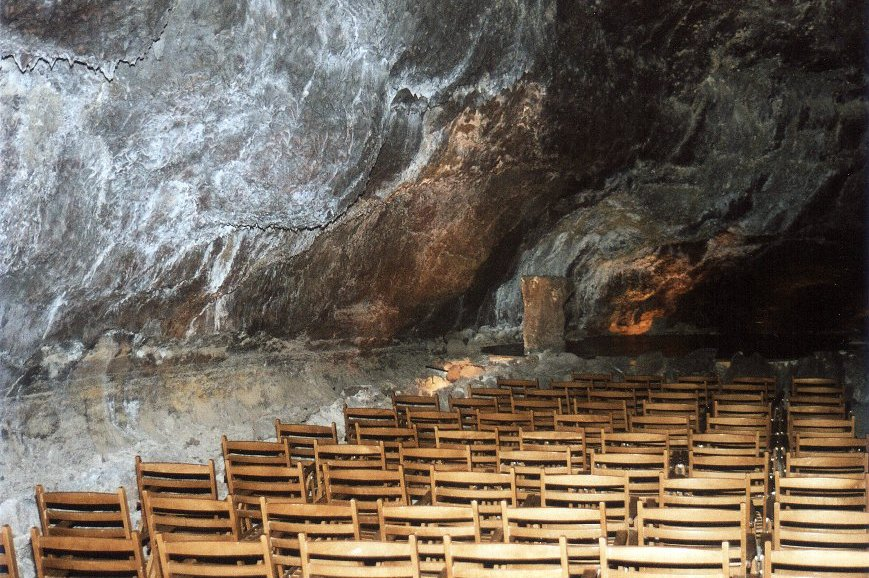
Konzerthalle in der Cueva de los Verdes

1964 wurde die Cueva dem Publikum zugänglich gemacht. Sie besteht im Prinzip aus zwei übereinander liegenden langen Röhren und kann auf einer Länge von etwa einem Kilometer begangen werden. Die raffinierte indirekte Beleuchtung der Cueva wurde von Jesús Soto, einem Freund des Künstlers und Architekten César Manrique installiert. Beim Rundgang wird gregorianischer Gesang gespielt. 
Bei dem etwa vierzigminütigen Rundgang kommt man in eine naturbelassene große Halle, in der sich eine künstliche Bühne befindet. Zwar ist die Akustik in diesem 300 Personen Platz bietenden Konzertsaal sehr gut, doch wird hier nur noch selten ein Konzert gegeben, da eine Infrastruktur mit beispielsweise einer Bar, einem Restaurant und Toiletten fehlt. Schon im 16. Jahrhundert wurde beschrieben, dass die Hallen der Höhle den Eindruck vermitteln, eine Kathedrale der Natur zu sein.
Ein weiteres Stück des Lavatunnels, etwa 300 Meter von der Küste, wurde vom Künstler und Architekten César Manrique zur Touristenattraktion Jameos del Agua ausgebaut.